# Catacumba de Santa Felicidade
Catacumba de Santa Felicidade (em italiano:  Catacombe di Santa Felicità) é uma catacumba romana localizada na Via Salaria Nova, no moderno quartiere Salario de Roma.

## Topônimo

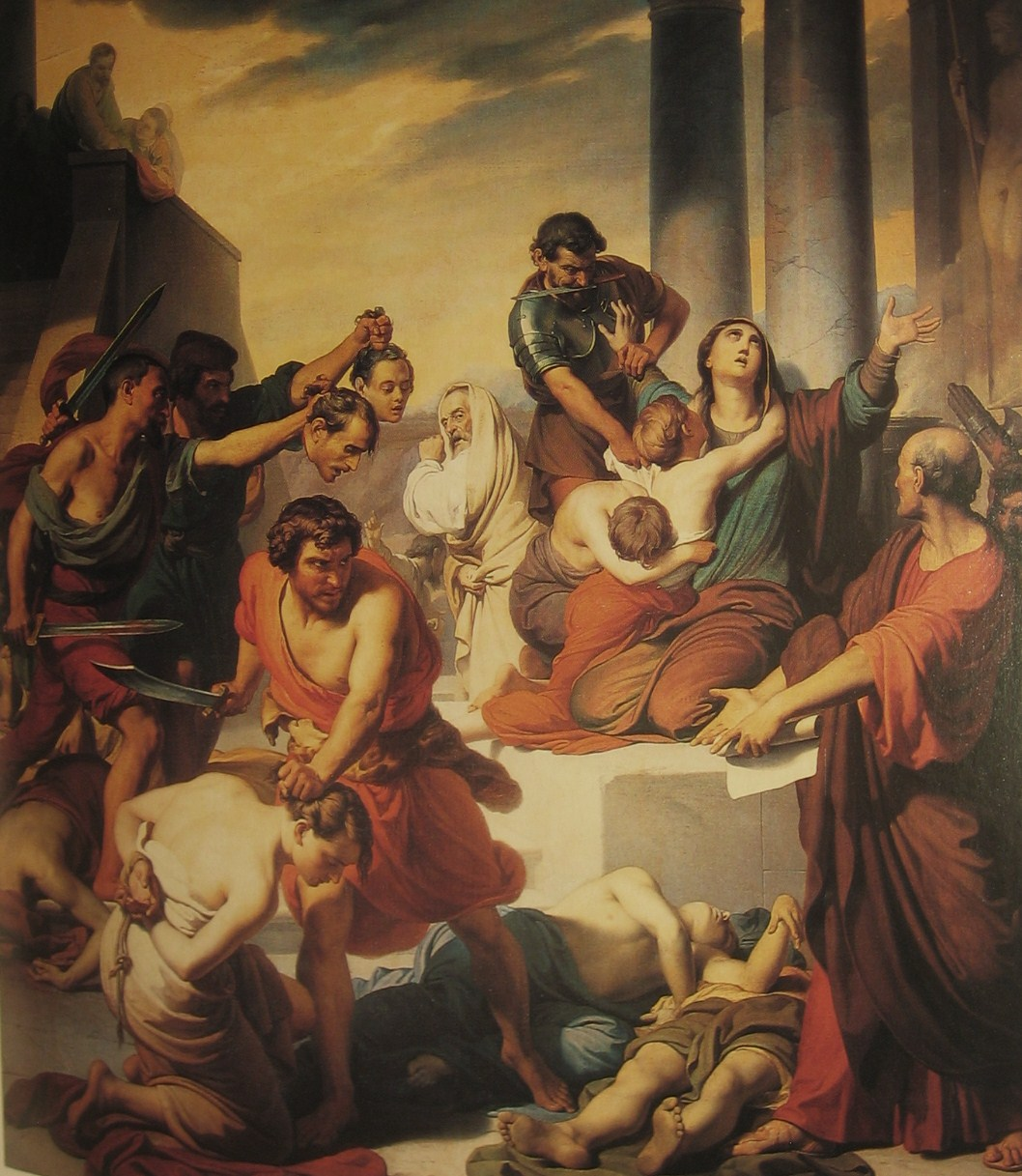
"Martírio de Santa Felicidade e seus filhos"
Por Francesco Coghetti, na Igreja Paroquial de Ranica, Bérgamo, Itália.

Esta catacumba era conhecida como Catacumba de Máximo (em italiano:  Catacombe di Massimo) , uma referência ao nome do proprietário do terreno no qual ela foi escavada, como era previsto na lei vigente na época. Depois do Édito de Milão (313), ela foi rebatizada com o nome da mártir mais conhecida sepultada ali, Santa Felicidade, mas em muitos documentos antigos persistiu uma dupla denominação. No Liber Pontificalis aparece pela primeira vez o nome de Catacumba de Santa Felicidade. No século XVII, a catacumba era conhecida com o nome de Catacumba de Santo Antônio (em italiano:  Catacombe di Sant'Antonio) porque o terreno na época era propriedade do mosteiro de Santo Antônio da cidade francesa de Vienne.

## Mártires
Na catacumba são celebrados dois mártires: Santa Felicidade e seu filho Silvano (ou Silano). Na realidade, o Depositio martyrum, na data de 10 de julho, recorda que o martírio de Felicidade e de outros sete mártires. Tradições posteriores, por conta de uma lendária hagiografia do século V, transformaram os sete em irmãos e filhos de Felicidade: desses, um foi sepultado com a mãe na Catacumba de Massimo e os outros nas catacumbas do Giordanos (Marcial, Vital e Alexandre), de Priscila (Félix e Filipe) e de Pretextato (Januário). Todos foram assassinados durante o governo do imperador romano Marco Aurélio (século II).
Ainda hoje os estudiosos se dividem sobre a historicidade desta hagiografia e do parentesco entre os mártires: de certo ainda na Antiguidade era que o dies natalis destes mártires, ou seja, a data de seus martírios, era comemorado de forma particular com uma festa popular, da qual derivou uma intensa devoção até o final da Alta Idade Média.

## História
A imensa devoção popular se manifestou com a construção, na catacumba, de uma pequena basílica hipogeia dedicada ao mártir Silvano e, no nível do solo, de um oratório dedicada a Santa Felicidade. Estas duas construções foram patrocinadas pelo papa Bonifácio I (r. 418-422), que depois construiu seu próprio sepulcro anexo ao oratório. Estas três construções eram ainda visíveis no século XVI e ainda aparece na planta de Leonardo Bufalini (1551). Com a translação das relíquias de Santa Felicidade para a igreja de Santa Susana, no interior da muralha, por obra do papa Leão III (início do século IX), a catacumba foi sendo gradualmente abandonada e acabou esquecida.
No final do século XVIII foram descobertas, nas imediações de um edifício arruinado do qual partia uma escada que dava acesso a galerias sepulcrais, lajes de mármore com inscrições referenciando uma catacumba subjacente. Foi graças ao trabalho do arqueólogo Giovanni Battista de Rossi, no século XIX, que esta catacumba foi identificada como sendo a de Santa Felicidade.

## Descrição
A Catacumba de Santa Felicidade se articula em três níveis: no primeiro nível, o mais antigo, está a pequena basílica dedicada ao santo mártir Silvano, uma construção realizada na segunda metade do século IV; as relíquias do mártir ficavam num altar no fundo da pequena basílica. No mesmo ambiente estava uma pintura, descoberta em 1884 e remanescente ao século VII ou do início do século VIII, de estilo bizantino, retratando Felicidade rodeada por seus sete filhos. Desta restam hoje apenas poucos fragmentos por causa de um desmoronamento das paredes: se conserva, porém, uma cópia, encomendada por Rossi ao pintor Gregorio Mariani.